# Thomas Fonnereau
Thomas Fonnereau (né à Londres le 27 octobre 1699 et mort le 20 mars 1779), est un marchand et homme politique anglais, membre du Parlement de Grande-Bretagne de 1741 à 1779. 

## Biographie
Thomas Fonnereau est le fils de Claude Fonnereau (en) (1677-1740), un riche marchand huguenot venu de La Rochelle, directeur de la Banque d'Angleterre, et d'Elizabeth Bureau. Il succède à son père en 1740, héritant de ses domaines, dont Christchurch Mansion (en) à Ipswich.
De retour pour Sudbury en 1741, il continue à siéger dans cette circonscription jusqu'en 1768, plusieurs de ces années en collaboration avec Thomas Walpole, un lien d'affaires. Cependant, il conserve des intérêts dans le Suffolk et est membre de la Free British Fishery Society, ainsi que député de la circonscription d'Aldeburgh à la fin de sa vie, siégeant brièvement aux côtés de son frère, Zachary Philip Fonnereau.